# New World Order (The Falcon and the Winter Soldier)
"New World Order" es el primer episodio de la miniserie de televisión estadounidense The Falcon and the Winter Soldier, basada en Marvel Comics que presenta a los personajes Sam Wilson / Falcon y Bucky Barnes / Winter Soldier. Sigue a la pareja mientras se adaptan a la vida después de regresar del Blip al final de avengers: Endgame (2019). El episodio está ambientado en el Universo cinematográfico de Marvel (MCU), compartiendo continuidad con las películas de la franquicia. Fue escrito por el escritor principal Malcolm Spellman y dirigido por Kari Skogland.
Sebastian Stan y Anthony Mackie repiten sus respectivos papeles como Bucky Barnes y Sam Wilson de la serie de películas, con Wyatt Russell, Erin Kellyman, Danny Ramirez, Georges St-Pierre, Adepero Oduye y Don Cheadle también como protagonistas. El desarrollo comenzó en octubre de 2018, con Spellman contratado para servir como escritor principal de la serie. Skogland se unió en mayo de 2019. Se centraron en explorar los personajes del título, incluidos temas relacionados con la vida de Wilson como superhéroe negro en Estados Unidos y su respuesta al recibir el manto del Capitán América en Endgame. La filmación tuvo lugar en Pinewood Atlanta Studios en Atlanta, Georgia, y la filmación en locaciones tuvo lugar en el área metropolitana de Atlanta y en Praga.
"New World Order" se lanzó en el servicio de transmisión Disney+ el 19 de marzo de 2021. Se convirtió en el estreno de serie de Disney+ más visto, superando al estreno de serie de WandaVision. El episodio recibió críticas positivas de los críticos, con elogios para su secuencia de acción de apertura, la caracterización de Wilson y Barnes y los temas raciales incluidos. Sin embargo, recibió críticas porque Wilson y Barnes no compartieron ninguna escena juntos y se hicieron algunas comparaciones negativas entre el episodio y las series de Netflix de Marvel Television. Recibió varios elogios, incluida una nominación al Premio Primetime Emmy por el papel de Cheadle como James Rhodes.

## Trama
Seis meses después de que la mitad de toda la vida regresara del Blip, la Fuerza Aérea de EE. UU envía a Sam Wilson para detener el secuestro de un avión sobre Túnez por parte del grupo terrorista LAF, dirigido por Georges Batroc. Con el apoyo terrestre del primer teniente Joaquín Torres, Wilson lucha contra los terroristas y rescata al Capitán Vassant antes de que crucen el espacio aéreo libio y provoquen un incidente internacional. En el suelo, Torres le cuenta a Wilson sobre otro grupo terrorista, los Flag Smashers, que creen que la vida era mejor durante el Blip y buscan un mundo unificado y sin fronteras.
En Washington D. C., Wilson entrega el escudo del Capitán América al gobierno de los EE. UU. para que se muestre en una exhibición de museo sobre Steve Rogers, sintiendo que aún no es digno de tomar su manto. Más tarde conversa con James Rhodes quien le cuestiona su decisión, apelando a que el mundo hay caos y que la gente necesita a alguien para repararlo. En Delacroix, Luisiana, la hermana de Wilson, Sarah, lucha por mantener en marcha el negocio familiar de pesca. Se ofrece a usar su condición de superhéroe famoso para ayudarlos a obtener un nuevo préstamo, pero lo rechazan debido a las escasas ganancias del negocio y la falta de ingresos de Wilson durante sus cinco años de ausencia.
Mientras tanto, en la ciudad de Nueva York, Bucky Barnes asiste a una terapia ordenada por el gobierno después de ser indultado por sus acciones como el Soldado del Invierno. Habla de sus intentos de enmendar su tiempo como Soldado de Invierno con su terapeuta, la Dra. Raynor, aunque sus sesiones son tensas al no querer hablar de ciertos temas. Más tarde, Barnes almuerza con un anciano llamado Yori, quien lo convence de tener una cita con una camarera llamada Leah. Tanto Yori como Leah discuten cómo el hijo de Yori, RJ, fue asesinado sin explicación. Barnes recuerda haber matado a RJ como el Soldado del Invierno, después de que RJ presenciara un asesinato por parte de él en el hotel donde se hospedaba. Barnes no puede revelarle esto a Yori, aún abrumado por la culpa y también ha estado ignorando los mensajes de texto de Wilson.
Torres investiga a los Flag Smashers y presencia un robo a un banco en Suiza perpetrado por un miembro del grupo con una fuerza sobrehumana. Torres lo confronta, pero queda inconsciente. Más tarde le informa a Wilson de lo que ha aprendido; en ello, Wilson ve por televisión que el gobierno anuncia un nuevo Capitán América, dándole el escudo de Rogers a John Walker.

## Producción

### Desarrollo
Para octubre de 2018, Marvel Studios estaba desarrollando una serie limitada protagonizada por Sam Wilson / Falcon de Anthony Mackie y Bucky Barnes / Winter Soldier de Sebastian Stan de las películas del Universo cinematográfico de Marvel (MCU). Malcolm Spellman fue contratado como escritor principal de la serie, que se anunció como The Falcon and the Winter Soldier en abril de 2019.  Spellman modeló la serie a partir de películas de amigos que tratan sobre la raza, como 48 Hrs. (1982), Los desafiantes (1958), Arma letal (1987) y Hora punta (1998). Kari Skogland fue contratada para dirigir la miniserie un mes después, y fue productora ejecutiva junto a Spellman y Kevin Feige, Louis D'Esposito, Victoria Alonso y Nate Moore de Marvel Studios. Escrito por Spellman, el primer episodio se titula "New World Order"  y se lanzó en el servicio de transmisión Disney+ el 19 de marzo de 2021. 

### Escritura
La serie se desarrolla seis meses después de la película avengers: Endgame (2019), y el título del episodio se refiere al estado del MCU después del Blip como se ve en esa película. Wilson y Barnes no aparecen juntos en el episodio, que explora dónde está cada uno de los personajes por separado después de Endgame. Esta fue idea de Feige, ya que dijo que los dos personajes siempre habían existido dentro de un contexto más amplio en las películas del MCU, y sintió que debían presentarse a la audiencia de la serie como individuos antes de que pudieran unirse como equipo. Spellman explicó que al mostrar la vida de los dos personajes después de los eventos de Endgame, querían explorar los puntos en común entre el MCU posterior a Blip y el mundo real, centrándose en detalles más pequeños, como Wilson tratando de obtener un préstamo. Spellman reveló que los detalles de esa escena se debatieron "hasta la cima" en Marvel Studios, para asegurarse de que resonara en el público debido a la lucha de una familia negra por obtener un préstamo bancario que representa. Agregó: "Cada uno de nosotros que somos negros en la vida cotidiana tenemos esas experiencias... ¿cómo podrías escribir que [Wilson] va a obtener un préstamo sin lidiar con la realidad de lo que sucede cuando los negros intentan obtener préstamos?" 
Para Barnes, el episodio lo muestra intentando enmendar su historial asesino como el Soldado del Invierno. Esto incluye hacerse amigo de Yori, el padre de una de sus víctimas, quien Spellman pretendía personificar a todas las víctimas del Soldado del Invierno. También se muestra a Barnes aprendiendo a vivir en el mundo moderno, como hablar sobre citas en línea.
El conflicto central que Spellman y Marvel querían explorar con la serie era si Wilson se convertiría en el Capitán América después de que Steve Rogers le entregara el escudo al final de Endgame. Sintieron que hacer que el gobierno "traicionara" a Wilson al nombrar a otra persona como Capitán América sería la forma más apropiada de abordar esta pregunta mientras se alineaba con los temas de la serie, y revisaron "50,000 versiones diferentes" antes de decidirse por la historia final: Wilson elige renunciar al escudo al principio del episodio, y luego se presenta a John Walker como un nuevo Capitán América aprobado por el gobierno al final. Skogland describió este final como "el martillo en el clavo" porque la conversación comenzó cuando Wilson decide renunciar al escudo y dijo que es lo que inicia el resto de la historia de la serie.  Destacó el lenguaje nacionalista utilizado en el anuncio del gobierno, como "relacionable", "este país" y "los mayores valores de Estados Unidos". Spellman explicó que Wilson, al ver que el gobierno entregaba el escudo a "un tipo blanco desconocido", jugó con sus dudas sobre sí mismo,  y agregó que un hombre negro traicionado por su país era "poderoso", pero no sorprende a Wilson y la audiencia.  Spellman inicialmente quería que el gobierno le quitara el escudo a Wilson, pero Moore sugirió que Wilson lo renunciara por su cuenta para que fuera más un momento de carácter.
Cuando Wilson decide renunciar al escudo, su decisión es cuestionada por James "Rhodey" Rhodes. Skogland señaló que Rhodes sirve como mentor de Wilson en la serie, mientras que Spellman dijo que los dos tienen "una taquigrafía" que permite a la audiencia "llenar los espacios en blanco" cuando la pareja hace una pausa en la escena.  Spellman también sintió que era evidente para el público que la escena presenta a los dos superhéroes negros principales del MCU pasando un momento tranquilo juntos, y dijo que hay una sugerencia subyacente de que Rhodes como el héroe War Machine ha ocupado el papel dejado por Tony Stark / Iron Man y se pregunta por qué Wilson no ha hecho lo mismo con el manto de Rogers. Se discutieron muchas iteraciones de esta escena, incluida una versión en la que Wilson y Rhodes hablan mientras vuelan con sus respectivos trajes de superhéroe, pero finalmente se tomó una dirección más tranquila y conmovedora.

### Casting
El episodio está protagonizado por Sebastian Stan como Bucky Barnes, Anthony Mackie como Sam Wilson, Wyatt Russell como John Walker, Erin Kellyman como Karli Morgenthau, Danny Ramirez como Joaquin Torres, Georges St-Pierre como Georges Batroc, Adepero Oduye como Sarah Wilson y Don Cheadle como James "Rhodey" Rodas. También aparecen Desmond Chiam, Dani Deetté e Indya Bussey como los Flag Smashers Dovich, Gigi y DeeDee, respectivamente, Amy Aquino como la terapeuta de Barnes, la Dra. Raynor,  Chase River McGhee y Aaron Haynes como los sobrinos de Wilson, Cass y AJ,   Ken Takemoto como Yori,  Ian Gregg como Unique,  Miki Ishikawa como Leah,  Vince Pisani como oficial de préstamos,  Alphie Hyorth como funcionario del gobierno,  Rebecca Lines como la senadora Atwood,  Jon Briddell como Major Hill, Miles Brew como el coronel Vassant, Charles Black como Carlos y Akie Kotabe como el hijo de Yori, RJ. En el episodio se escucha el audio de archivo de Chris Evans como Steve Rogers de Avengers: Endgame. 

### Filmación y efectos visuales
El rodaje tuvo lugar en Pinewood Atlanta Studios en Atlanta, Georgia, con la dirección de Skogland,  y PJ Dillon como director de fotografía.  El rodaje en exteriores tuvo lugar en el área metropolitana de Atlanta y en Praga. Feige alentó a Skogland a usar su propio estilo de dirección en lugar de tratar de combinar con las películas del MCU, y eligió usar un trabajo de cámara diferente que era "más fuera de lo normal de lo que suele ser Marvel" para crear una sensación más íntima. Esto incluyó abrir el episodio con Wilson planchando en silencio y usando "enfoque superficial y ángulos de cámara interesantes" para las escenas de terapia de Barnes. Sintió que esto último permitiría que la audiencia entrara en la cabeza de Barnes. Para la secuencia de acción de apertura de Wilson, Skogland quería que la audiencia sintiera que estaba con el personaje e investigó cómo las personas usan las cámaras Go Pro cuando saltan de los aviones. Skogland quería que la escena final, presentando a Walker como el nuevo Capitán América, fuera un "héroe [d]", usando ángulos bajos e "imágenes furtivas" para que sea más difícil ver el rostro de Walker.  Los efectos visuales para el episodio fueron creados por Weta Digital, QPPE, Cantina Creative, Trixter, Crafty Apes, Stereo D, Digital Frontier FX y Tippett Studio.

### Música
Las selecciones de la partitura del compositor Henry Jackman para el episodio se incluyeron en el vol. 1 del álbum de la banda sonora, que fue lanzado digitalmente por Marvel Music y Hollywood Records el 9 de abril de 2021.

## Marketing
El 19 de marzo de 2021, Marvel anunció una serie de carteles creados por varios artistas para corresponder con los episodios de la serie. Los carteles se publicaron semanalmente antes de cada episodio, y el primer cartel, diseñado por SzarkaArt, se reveló el 19 de marzo  Después del lanzamiento del episodio, Marvel anunció productos inspirados en el episodio como parte de su promoción semanal "Marvel Must Haves" para cada episodio de la serie, que incluye ropa, accesorios, juguetes, una réplica del escudo del Capitán América y cromos coleccionables de Topps para el juego de cartas digital Marvel Collect! 

## Recepción

### Audiencia
Disney+ anunció que "New World Order" fue el estreno de serie más visto del servicio en su primer fin de semana (del 19 al 22 de marzo de 2021), superando los estrenos de WandaVision y la segunda temporada de The Mandalorian. Usando su tecnología patentada de reconocimiento automático de contenido en televisores inteligentes habilitados, Samba TV informó que 1,7 millones de hogares vieron el episodio en su primer fin de semana.  Nielsen Media Research, que mide la cantidad de minutos vistos por el público estadounidense en los televisores, incluyó a The Falcon and the Winter Soldier como la segunda serie original más vista en los servicios de transmisión durante la semana del 15 al 21 de marzo, con 495 millones de minutos vistos. Esto es alrededor de 9,9 millones de visitas según el tiempo de ejecución del episodio y está por delante de los 434 millones de minutos de WandaVision que se vieron en su semana de estreno.

### Respuesta crítica
El sitio web del agregador de reseñas Rotten Tomatoes informó un índice de aprobación del 92% con una puntuación promedio de 7.6/10 según 133 reseñas. El consenso crítico del sitio dice: "Una combinación ambiciosa de acción de pantalla grande y narración íntima, el episodio de apertura de The Falcon and the Winter Soldier presenta un caso sólido de que los momentos más pequeños de MCU aún pueden tener un gran impacto".
Dando al episodio una "B+", Matt Webb Mitovich de TVLine dijo que el episodio prometía acción con calidad de película, así como una visión atrasada de los personajes de Wilson y Barnes. Llamó a la escena de apertura "una pieza cinematográfica breathless" que mejoró a Wilson de un compañero a un héroe principal, y también disfrutó de la intimidad de las escenas de Wilson con su hermana. Matt Purslow de IGN le dio al episodio un 8 sobre 10, diciendo que era sombrío, medido y poseía una "profundidad genuina". Purslow elogió la acción y sintió que el episodio abordó cuidadosamente temas como el trauma, el deber y el legado, destacando especialmente la escena en la que Sam y Sarah intentan obtener un préstamo del banco que calificó de "brillantemente multifacético". Escribiendo para Variety, Daniel D'Addario dijo que la acción del episodio fue "más liviana y fluida que la implacable locura de las megabatallas de los Vengadores ", pero también sintió que tenía una "curiosidad sobre lo que es ser un superhéroe" que D'Addario sintió que faltaba. de las películas de MCU. Daniel Fienberg de The Hollywood Reporter sintió que necesitaba revisar el episodio como dos programas: el programa de Wilson presenta "la apertura de acción boffo, y también una exploración más rica de las vidas de los que quedaron atrás en el Snap y de las contradicciones internas de ser un negro superhéroe en un país que no acepta completamente la negritud", y agregó que había una "frescura" general en la historia de Wilson; La historia de Barnes, sin embargo, "se siente básicamente como los programas de Marvel que Jeph Loeb produjo para Netflix", que era "familiar y sombrío". Fienberg esperaba con ansias el momento en que los dos personajes comenzarían a interactuar. 
Chancellor Agard de Entertainment Weekly sintió que la escena inicial era que Marvel quería demostrar que la serie igualaría el valor de producción de las películas. Sintió que el aspecto más fuerte del episodio fue su examen de Wilson y Barnes, con Mackie y Stan teniendo "material más complejo para tocar que el que alguna vez tuvieron en las películas". Agard también disfrutó de la escena de los préstamos bancarios, ya que presentaba un obstáculo interesante para Wilson y reconocía las "duras realidades de ser negro en Estados Unidos", y estaba emocionado de ver cómo la presentación de Walker como el nuevo Capitán América se cruzaría con los Flag Smashers. Sin embargo, Agard criticó el ritmo del episodio, que consideró que priorizaba la historia de la temporada sobre la del episodio, comparándolo con la series Marvel de Netflix. También criticó que Mackie y Stan no tuvieran ninguna escena juntos. Le dio al "New World Order" una "B". El colega de Agard, Christian Holub, describió el episodio como "bastante sencillo" y sintió que la serie probablemente no se prestaría a todas las teorías que tenía la serie anterior de Marvel Studios, WandaVision. Al igual que Agard, Holub disfrutó de la acción particularmente en la apertura, pero estaba "menos comprometido" con las escenas centradas en los personajes del episodio. 
Sulagna Misra le dio al episodio una "B" por The AV Club, llamándolo una "reducción" de Capitán América: El Soldado de Invierno (2014) sin el Capitán América. Misra dijo que la secuencia de apertura fue "sorprendentemente inventiva", comparándola con Top Gun (1986), pero no estaba claro cómo los ideales de Flag Smashers se alinearon entre sí y sintió que el final del episodio fue más abrupto que un suspenso. También sintió que el episodio tenía demasiada exposición y configuración, pero dijo que los momentos de su personaje "se sienten reales y desarrollados" y tenía la esperanza de que el próximo episodio incluyera escenas entre Wilson y Barnes.  Alan Sepinwall de Rolling Stone dijo que el episodio "en su mayoría se hace eco de lo que hemos visto antes", comparándolo con una versión de gran presupuesto de las serie Marvel de Netflix. Sintió que las secuencias iniciales tenían algunos "ritmos individuales geniales", pero finalmente descubrió que eran repetitivas y carecían de singularidad para el personaje de Wilson. Describió el resto del episodio como "muchas tomas lánguidas de un héroe u otro sintiéndose desanimado por el estado actual de sus vidas y por el estado del mundo", y criticó que Wilson y Barnes no tuvieran escenas juntos. .  Dando a la serie 3 de 5 estrellas, Alec Bojalad de Den of Geek dijo que el episodio parecía un episodio de recapitulación de Marvel Studios: Legends más largo y se sintió frustrado porque la historia de Barnes cubría "mucho del mismo terreno que el personaje ha pisado hasta ahora". lejos" a diferencia de la de Wilson. 